# Erica Jarder
Erica May-Lynn Jarder, född 2 april 1986 i Täby, är en svensk friidrottare inom längdhopp. Hon tävlade i början av sin karriär för klubben Väsby IK men bytte inför säsongen 2009 till Spårvägens FK.

## Karriär
Vid U23-EM i Debrecen i Ungern år 2007 slogs Jarder ut i kvalet med 5,97 m.
Jarder sprang vid EM 2012 i Helsingfors stafett 4x100 meter tillsammans med Julia Skugge, Freja Jernstig och Lena Berntsson, men laget blev diskvalificerat i försöken.
Erica Jarder tog sig den 1 mars 2013 till längdhoppsfinalen i inomhus-EM i Göteborg med kvalets näst längsta hopp, 6,61, vilket betydde personligt rekord med 23 cm. I finalen hoppade Jarder 6,71 meter i sista omgången, vilket resulterade i en bronsmedalj och återigen nytt personligt rekord.
Vid Diamond League-galan i Doha den 10 maj 2013 hoppade Jarder 6,66 meter. Vid VM i Moskva i augusti gick Jarder vidare till final med 6,59 men i finalen nådde hon bara 6,47 vilket gav en tionde plats.
Vid EM i Zürich 2014 tog sig Jarder till final med ett hopp på 6,52, men i finalen som gick i regnskyar och med kastvindar klarade hon bara 6,39 på en åttonde plats. Hon hade dock i sista hoppet ett lätt övertramp som hade gett en bronsmedalj.
Jarder deltog vid inomhus-EM 2015 i Prag, men slogs ut i kvalet i längdhopp. Utomhus 2015 tävlade hon vid VM i Peking och tog sig till final med ett hopp på 6,70 (kvalgränsen var 6,75, men Jarder tog sig vidare som nummer tio av tolv finalister). I finalen kom hon dock på en tolfte och sista plats med 6,48.
Vid Europamästerskapen i Amsterdam den 6 juli 2016 slogs Jarder ut i kvalet efter ett hopp på 6,33 m, där det krävdes 6,46 för att gå till final.
2020 tog hon silver i längdhopp vid SM, efter ett hopp på 6,42 m.

## Övrigt
Erica Jarder belönades år 2014 med Stora grabbars och tjejers märke nummer 529.

## Personliga rekord
| Utomhus - 100 meter – 11,72 (Sollentuna, Sverige 26 augusti 2016) - 150 meter – 18,12 (Köpenhamn, Danmark 21 augusti 2016) - 200 meter – 25,20 (Västerås, Sverige 28 juli 2007) - Höjdhopp – 1,76 (Stockholm, Sverige 25 juli 2006) - Längdhopp – 6,70 (Peking, Kina 27 augusti 2015) - Längdhopp – 6,84 (medvind) (Göteborg, Sverige 14 juni 2014) - Tresteg – 12,90 (Aabenraa, Danmark 6 september 2014) | Inomhus - 50 meter – 6,76 (Århus, Danmark 8 februari 2012) - 60 meter – 7,46 (Malmö, Sverige 25 februari 2014) - Höjdhopp – 1,78 (Nyköping, Sverige 17 februari 2007) - Längdhopp – 6.71 (Göteborg, Sverige 2 mars 2013) - Tresteg – 12,82 (Sätra, Sverige 13 januari 2008) |

### Fotnoter
1. 1 2  ”European Athletics Indoor Championships - Göteborg 2013” (på engelska). european-athletics.org. http://www.european-athletics.org/competitions/european-athletics-indoor-championships/history/year=2013/results/index.html. Läst 26 augusti 2017.
2. ↑  ”Stora SM 2007”. trackandfield.se. Arkiverad från originalet den 4 maj 2013. https://archive.is/20130504152109/http://www.proteamonline.se/storage/customers/978/editor/resultat%20sm%20i%20friidrott%202007.html. Läst 19 april 2013.
3. ↑  ”Stafett-SM 2010”. ranas4h.nu. Arkiverad från originalet den 8 december 2015. https://web.archive.org/web/20151208144853/http://www.ranas4h.nu/resultat/2010/stafett-sm.html. Läst 29 maj 2013.
4. ↑  ”Stafett-SM 2011” (pdf). Arkiverad från originalet den 6 april 2015. https://web.archive.org/web/20150406214723/http://www.proteamonline.se/storage/customers/2202/editor/resultat_2011/Stafett_SM_2011_Res.pdf. Läst 22 maj 2013.
5. ↑  ”Stora SM 2012, dag 3”. swedishtiming.se. Arkiverad från originalet den 15 december 2012. https://web.archive.org/web/20121215070334/http://www.swedishtiming.se/resultat/120826.htm. Läst 16 april 2013.
6. ↑  ”Stafett-SM 2012”. trackandfield.se. http://www.trackandfield.se/resultat/2012/120908_09.htm. Läst 17 april 2013.
7. ↑  ”Stora SM 2013, dag 4”. trackandfield.se. Arkiverad från originalet den 4 september 2013. https://web.archive.org/web/20130904001146/http://www.trackandfield.se/resultat/2013/130901.htm. Läst 2 september 2013.
8. ↑  ”Stora SM 2014, dag 3” (htm). trackandfield.se. http://www.trackandfield.se/resultat/2014/140803.htm. Läst 21 oktober 2014.
9. ↑  ”Stora SM 2015, dag 3”. trackandfield.se. http://www.trackandfield.se/resultat/2015/150809.htm. Läst 31 oktober 2015.
10. ↑  ”Stora SM 2016”. Arkiverad från originalet den 23 augusti 2017. https://web.archive.org/web/20170823210252/http://212.247.216.72/friidrott/sm16/Resultat.php. Läst 1 november 2016.
11. ↑  ”Friidrotts-SM 2019 Karlstad”. Arkiverad från originalet den 2 september 2019. https://web.archive.org/web/20190902083413/http://212.247.216.72/friidrott/sm19/result_t.php. Läst 17 september 2019.
12. ↑  ”Resultat: Friidrotts-SM, Uppsala 14‐16.8.20”. friidrottsstatistik.se. https://www.friidrottsstatistik.se/resultsswe.php?CID=12968582&Season=2020. Läst 1 september 2020.
13. ↑  ”Resultat: SM-JSM-USM-VSM Stafett, Göteborg/S 12‐13.9.20 Stafetter”. friidrottsstatistik.se. https://www.friidrottsstatistik.se/resultsswe.php?CID=12970598&Season=2020. Läst 25 november 2020.
14. 1 2  ”Stora inne-SM 2007, resultat” (htm). idrottonline.se. Arkiverad från originalet den 11 april 2015. https://web.archive.org/web/20150411214031/http://iof2.idrottonline.se/ImageVaultFiles/id_16670/cf_78/070225ism.HTM. Läst 12 april 2015.
15. ↑  ”Stora inne-SM 2008, resultat” (pdf). mai.se. Arkiverad från originalet den 14 april 2015. https://web.archive.org/web/20150414002300/http://www.mai.se/resultat/resultat_inne-sm_2008.pdf. Läst 11 april 2015.
16. ↑  ”Stora inne-SM 2009 dag 1, resultat”. ism2009.se. Arkiverad från originalet den 11 augusti 2010. https://web.archive.org/web/20100811153235/http://www.ism2009.se/filer/resultat_dag1.html. Läst 17 juli 2012.
17. ↑  ”Stora inne-SM 2009 dag 2, resultat”. ism2009.se. Arkiverad från originalet den 4 mars 2016. https://web.archive.org/web/20160304222657/http://www.ism2009.se/filer/resultat_dag2.html. Läst 17 juli 2012.
18. ↑  ”Stora inne-SM 2011 dag 1, resultat”. trackandfield.se. http://www.trackandfield.se/resultat/2011/110226.htm. Läst 19 juli 2012.
19. ↑  ”Stora inne-SM 2012, resultat”. trackandfield.se. http://www.trackandfield.se/Resultat/2012/120218_19.htm. Läst 19 juli 2012.
20. ↑  ”Stora inne-SM 2013, resultat”. trackandfield.se. http://www.trackandfield.se/Resultat/2013/130215.htm. Läst 18 februari 2013.
21. ↑  ”Stora inne-SM 2015, resultat”. archive.is. Arkiverad från originalet den 22 februari 2015. https://archive.is/20150222161525/http://livetiming.se/track/ism15/. Läst 29 mars 2015.
22. ↑  ”Stora inne-SM 2016, resultat”. livetiming.se. Arkiverad från originalet den 24 juni 2016. https://web.archive.org/web/20160624013514/http://livetiming.se/track/ism16/. Läst 26 maj 2016.
23. ↑  Sveriges befolkning
1990:
Jarder, Erica May-Lynn
24. ↑  ”Första över 16, första över 6 och första under 6.80”. friidrott.se. 14 februari 2009. Arkiverad från originalet den 24 oktober 2016. https://web.archive.org/web/20161024224459/http://www.friidrott.se/nyheter.aspx?id=9264. Läst 10 november 2016.
25. ↑  ”European Athletics U23 Championships - Debrecen 2007” (på engelska). european-athletics.org. http://www.european-athletics.org/competitions/european-athletics-u23-championships/history/year=2007/results/index.html. Läst 21 oktober 2017.
26. ↑  ”European Athletics Championships - Helsinki 2012” (på engelska). european-athletics.org. http://www.european-athletics.org/competitions/european-athletics-championships/history/year=2012/results/index.html. Läst 2 april 2017.
27. ↑  ”Live-rapport från EM, dag 4”. friidrott.se. 30 juni 2012. Arkiverad från originalet den 3 april 2017. https://web.archive.org/web/20170403020019/http://www.friidrott.se/live.aspx?id=198&day=4. Läst 2 april 2017.
28. ↑  ”Jättehopp av Jarder i kvalet”. sverigesradio.se. 1 mars 2013. http://sverigesradio.se/sida/artikel.aspx?programid=179&artikel=5459897. Läst 10 november 2016.
29. 1 2  ”BRONS FÖR ERICA”. friidrott.se. 2 mars 2013. Arkiverad från originalet den 13 januari 2017. https://web.archive.org/web/20170113090333/http://www.friidrott.se/nyheter.aspx?id=14911. Läst 11 januari 2017.
30. ↑  ”Svensk EM-skräll i Göteborg - Jarder tog brons”. Arkiverad från originalet den 29 juli 2014. https://web.archive.org/web/20140729000620/http://www.eurosport.se/friidrott/european-indoor-championships/2013/svensk-em-skrall-i-goteborg-jarder-tog-brons_sto3647124/story.shtml. Läst 10 november 2016.
31. ↑  ”Doha: Erica 6.66!”. friidrott.se. 10 maj 2013. Arkiverad från originalet den 13 januari 2017. https://web.archive.org/web/20170113135854/http://www.friidrott.se/nyheter.aspx?id=15110. Läst 11 januari 2017.
32. ↑  ”IAAF World Championships Moscow (Rus) 10 - 18 August 2013” (på engelska) (pdf). iaaf.org. https://media.aws.iaaf.org/competitiondocuments/pdf/4873/Overall-ResultsSet.pdf?v=1090371156. Läst 10 januari 2017.
33. ↑  ”European Athletics Championships - Zürich 2014” (på engelska). european-athletics.org. http://www.european-athletics.org/competitions/european-athletics-championships/history/year=2014/results/index.html. Läst 29 mars 2017.
34. ↑  ”EM2: Erica lätt tramp från medalj”. friidrott.se. 13 augusti 2014. Arkiverad från originalet den 30 mars 2017. https://web.archive.org/web/20170330004416/http://www.friidrott.se/nyheter.aspx?id=17041. Läst 29 mars 2017.
35. ↑  ”European Athletics Indoor Championships - Prague 2015” (på engelska). european-athletics.org. http://www.european-athletics.org/competitions/european-athletics-indoor-championships/history/year=2015/results/index.html. Läst 23 augusti 2017.
36. ↑  ”Long Jump Women 15th IAAF World Championships Beijing (National Stadium), PR of China 22 Aug 2015 - 30 Aug 2015” (på engelska). iaaf.org. https://www.iaaf.org/results/iaaf-world-championships-in-athletics/2015/15th-iaaf-world-championships-4875/women/long-jump/final/result. Läst 9 januari 2017.
37. ↑  ”European Athletics Championships - Amsterdam 2016” (på engelska). european-athletics.org. http://www.european-athletics.org/competitions/european-athletics-championships/history/year=2016/results/. Läst 29 december 2016.
38. ↑  ”Gulddramat: ”Jobbigt – tänkte bara herregud””. www.expressen.se. 15 augusti 2020. https://www.expressen.se/sport/friidrott/just-nu-hon-sakrar-guldet-efter-drama/. Läst 3 augusti 2021.
39. ↑  ”Stora grabbars märke”. friidrott.se. Arkiverad från originalet den 31 mars 2016. https://web.archive.org/web/20160331202525/http://www.friidrott.se/historik/storagrabbar.aspx. Läst 8 oktober 2016.
40. ↑  ”Stora Grabbar personpresentation”. storagrabbar.se. http://www.storagrabbar.se/grabbar_11.html. Läst 8 oktober 2016.
41. 1 2 3 4 5 6 7 8 9 10 11 12  ”Personsida hos IAAF” (på engelska). iaaf.org. https://www.iaaf.org/athletes/sweden/erica-jarder-243328. Läst 11 oktober 2019.
42. 1 2 3 4 5 6 7 8  ”Personsida på European Athletics' webbplats” (på engelska). european-athletics.org. http://www.european-athletics.org/athletes/group=j/athlete=130843-jarder-erica/index.html. Läst 11 oktober 2019.
43. ↑  ”Pallasspelen 2014 - KS final - 60m (7.47) Erica Jarder”. youtube.com. 25 januari 2015. https://www.youtube.com/watch?v=iPd7C4aO4do. Läst 10 november 2016.